# Orgellandschaft Moskau
Die Orgellandschaft Moskau umfasst in ihrem Bestand mehr als 40 Orgeln in Moskau und dessen Umgebung.

## Geschichte
Da in orthodoxen Kirchen keine Orgeln genutzt werden, beschränkte sich Orgelmusik in Moskau zunächst auf den Hof der Großfürsten und Zaren und später auch auf Adlige, Bürgerliche, Kirchen ausländischer Konfessionen, Konzerthäuser und Musikausbildungsstätten.
Die älteste erhaltene Nachricht über eine Orgel in Moskau ist der italienische Organist Giovanni Salvatore (Ioann Spasitel), der 1490 durch die Frau des Großfürsten Iwan III. nach Moskau geholt wurde. 1578 wurde ein dänischer Orgelbauer Daniel Gottlieb Eilhof erwähnt, 1586 der Kauf von einer Orgel aus England. Im 17. Jahrhundert befanden sich polnische und niederländische Orgelbauer in Moskau, Namen von russischen Organisten sind bekannt. Unter Zar Peter I. wurden seit dem späten 17. Jahrhundert mehr Orgeln errichtet, auch in Kirchen von Ausländern, so 1697 durch den Hamburger Arp Schnitger, 1715 ebenfalls. Zar Peter war 1715 bei seinem Besuch in Görlitz von der dortigen Casparini-Orgel so beeindruckt, dass er sich vom Organisten Christian Ludwig Boxberg Pläne für eine Monster-Orgel mit 94 und 114 Registern für die Kathedrale entwerfen ließ, die jedoch nie gebaut wurde.
Im 18. Jahrhundert wurden am Slawisch-griechisch-lateinischen Institut und im Erziehungshaus Unterricht im Orgelspiel angeboten. Einen großen Einfluss auf das Moskauer Musikleben hatte der Erfurter Organist Johann Wilhelm Häßler, der sich 1794 in Moskau niederließ. Er hatte bei seinem Onkel Johann Christian Kittel gelernt, der selbst ein Schüler Johann Sebastian Bachs gewesen war. Hässler begeisterte die Moskauer mit seinem Orgelspiel und machte sie mit der Musik Bachs vertraut.
Im 19. Jahrhundert wurden für einige Konzerthäuser Orgeln gebaut. Konzerte fanden auch in den ausländischen Kirchen statt, so 1843 durch Franz Liszt in der deutschen St. Peter und Pauls Kathedrale. Es entstanden neue Orgeln vor allem deutscher Orgelbauer, die älteste erhaltene ist ein Instrument von Friedrich Ladegast von 1868, das heute im Glinka-Museum steht. Der Komponist Michail Glinka schätzte das Orgelspiel sehr und improvisierte gerne.
Ende des 19. Jahrhunderts wurde eine Ausbildung für Organisten am Konservatorium geschaffen. 1899 baute Aristide Cavaillé-Coll eine neue Orgel für das Konservatorium, die im folgenden Jahr auf der Weltausstellung in Paris im russischen Pavillon gezeigt wurde und 1901 nach Moskau kam.
Nach der Revolution wurden die ausländischen Kirchen um 1920 geschlossen, die Orgeln in den Konzertsälen blieben jedoch bestehen und wurden weiter gespielt. In den 1950er und 1970er Jahren wurden drei Orgeln der Firma Schuke aus Potsdam und von Rieger-Kloss aus der ČSSR bestellt.
Nach den politischen Umwälzungen wurden zahlreiche neue Instrumente vor allem westeuropäischer Firmen in Moskau gebaut, nur drei einer russischen Orgelbaufirma. Die Instrumente im Konzertsaal Sarjadje und im Internationalen Haus der Musik sind mit 82 bzw. 84 Registern nach der Orgel im Königsberger Dom die größten Russlands.

## Orgeln (Auswahl)
Bestehende Orgeln in Moskau
Die größten Orgeln sind
| Ort                                                   | Orgelbauer                                              | Jahr                   | Bild | Manuale | Register | Bemerkungen |
| ----------------------------------------------------- | ------------------------------------------------------- | ---------------------- | ---- | ------- | -------- | --- |
| Internationales Haus der Musik                        | Glatter-Götz Orgelbau, Owingen; Johannes Klais Orgelbau | 2004                   |      | IV/P    | 84       | mit 5582 Pfeifen drittgrößte Orgel Russlands |
| Konzertsaal «Sarjadje»                                | Muhleisen, Frankreich                                   | 2018                   |      | IV/P    | 82       | mit etwa 7800 Pfeifen zweitgrößte Orgel Russlands |
| Tschaikowski-Konzertsaal                              | Rieger-Kloss, ČSSR                                      | 1959                   |      | IV/P    | 82       | Opus 3255 |
| Kathedrale der Unbefleckten Empfängnis, katholisch    | Kuhn Orgelbau, Männedorf, Schweiz                       | 1955; 2005 aufgestellt |      | IV/P    | 73       | 1955 im Basler Münster gebaut mit IV/P, 74, 2005 durch Orgelbau Schmid, Kaufbeuren, nach Moskau versetzt |
| Konservatorium, Großer Saal                           | Aristide Cavaillé-Coll, Paris                           | 1899                   |      | III/P   | 50       | 1900 auf der Weltausstellung in Paris gezeigt, 1901 in Moskau aufgebaut, Arbeiten 1958 durch Hermann Lahmann, Leipzig, 1968 durch Wilhelm Sauer, Frankfurt/Oder, 1980 durch Michel, Merklin & Kuhn, Lyon und 2016 Rieger, Schwarzach durchgeführt |
| Reformierte Kirche, heute Baptistenkirche             | Ernst Röver, Hausneindorf                               | 1898                   |      | III/P   | 38       | Opus 73 |
| Kathedrale St. Peter und Paul, evangelisch-lutherisch | Wilhelm Sauer, Frankfurt/Oder                           | 1898                   |      | III/P   | 33       | Opus 755; 2006 durch Reinhard Hüfgen restauriert |
| Bolschoi-Theater                                      | Glatter-Götz, Owingen                                   | 2013                   |      | II/P    | 31       | [ 6 ] |
| Musikmuseum Moskau (vorher Glinka-Museum)             | Schuke Orgelbau, Potsdam                                | 1976                   |      | II/P    | 28       | Opus 467 |
| Konservatorium, Kleiner Saal                          | Hans-Joachim Schuke, Potsdam                            | 1959                   |      | II/P    | 26       | Opus 302; vorher Ladegast-Orgel von 1868, diese in das Glinka-Museum |
| Zentralklinik, Trauersaal                             | Mönch & Prachtel, Überlingen                            | 1987                   |      | II/P    | 25       | 2014 durch Dmitrij Below repariert |